# Procol Harum (album)
Procol Harum è il primo album dell'omonimo gruppo inglese, pubblicato nel 1967 dalla Regal Zonophone Records.

## Tracce
Tutte le canzoni sono scritte da Gary Brooker (musiche) e Keith Reid (testi), tranne Repent Walpurgis scritta da Matthew Fisher. L'album originale UK non contiene la famosissima A Whiter Shade of Pale ed esiste unicamente in versione monofonica, mentre quello USA (che comprende il famoso singolo) è stato pubblicato solo in versione duofonica (effetto stereo simulato).
Nel 1997 per volontà dei Procol Harum viene riproposto l'album con l'aggiunta di alcuni brani non inseriti nell'edizione originale UK nonché A Whiter Shade of Pale che dà anche il titolo alla riedizione.

### Versione UK (Regal Zonophone)
1. Conquistador
2. She Wandered Through the Garden Fence
3. Something Following Me
4. Mabel
5. Cerdes (Outside the Gates of)
6. A Christmas Camel
7. Kaleidoscope
8. Salad Days (Are Here Again)
9. Good Captain Clack
10. Repent Walpurgis

### Versione USA (Deram)
1. A Whiter Shade of Pale
2. She Wandered Through the Garden Fence
3. Something Following Me
4. Mabel
5. Cerdes (Outside the Gates of)
6. A Christmas Camel
7. Conquistador
8. Kaleidoscope
9. Salad Days (Are Here Again)
10. Repent Walpurgis

### Riedizione del 1997
Titolo: A Whiter Shade of Pale
1. A Whiter Shade of Pale
2. Conquistador
3. She Wandered Through the Garden Fence
4. Something Following Me
5. Mabel
6. Cerdes (Outside the Gates of)
7. A Christmas Camel
8. Kaleidoscope
9. Salad Days (Are Here Again)
10. Good Captain Clack
11. Repent Walpurgis: Matthew Fisher explains the origins (title and music) of this instrumental
12. Lime Street Blues
13. Homburg
14. Monsieur Armand
15. Seem to Have the Blues Most All the Time

## Formazione
- Matthew Fisher - organo Hammond
- Dave Knights - basso
- Bobby Harrison - batteria / solo in Lime Steet Blues (B side, non inclusa nell'album, del singolo A Whiter Shade of Pale)
- B.J. Wilson - batteria
- Robin Trower - chitarra
- Gary Brooker - pianoforte e voce
- Keith Reid - testi

Per A Whiter Shade of Pale:
- Ray Royer - chitarra
- Bill Eyden - batteria